# Jeżów (powiat ostrowiecki)
Jeżów – wieś w Polsce, położona w województwie świętokrzyskim, w powiecie ostrowieckim, w gminie Waśniów.
Był wsią benedyktynów świętokrzyskich w województwie sandomierskim w ostatniej ćwierci XVI wieku. W latach 1975–1998 miejscowość należała administracyjnie do województwa kieleckiego.

## Części wsi
| SIMC    | Nazwa         | Rodzaj     |
| ------- | ------------- | ---------- |
| 0275990 | Wierzbątowice | przysiółek |

## Historia
Wieś sięga historią  XII wieku posiada bogato udokumentowaną historię wieków średnich do czasów kasaty klasztoru łysogórskiego benedyktynów w roku 1819. 
Jak notuje Słownik geograficzny Królestwa Polskiego, Jeżów był wsią rządową, w powiecie opatowskim, gminie Boksyce, parafii Waśniów. Leżał w odległości 17 wiorst od Opatowa.
W roku 1352 całość lub część wsi należała do Mirosława, Falisława i rodziny ś.p. Strzeżka, prawdopodobnie współdziedziców Chmielowa i Czyżowa (należących potem do Michała herbu Półkozic, kasztelana sandomierskiego). Nie wiadomo, jak długo Jeżów był w ręku Półkoziców.
W 1379 roku część wsi nabyło małżeństwo Wojsława i Joanny. Inna część Jeżowa została kupiona przez zgromadzenie kanoników regularnych w Trzemesznie w 1380 roku. Następnie całość (lub część) wsi przeszła na własność klasztoru cystersów w Wąchocku. W 1462 roku zakonnicy wymienili ją (jako zbyt odległą od pozostałych dóbr klasztornych) na wieś Mniszki – własność benedyktynów łysogórskich.
Miejscowość miała wówczas 8 łanów kmiecych, płacących do klasztoru po 4 grosze poradlnego, 24 grosze czynszu (pół grzywny), 30 jaj, 2 kury i 2 sery rocznie. Oprócz tego mieszkańcy odrabiali dzień robocizny sprzężajnej. W późniejszym okresie do wspomnianych 8 łanów kmiecych doszedł 1 łan szlachecki Jana Wagórskiego.
W Archiwum Głównym Akt Dawnych znajduje się m.in. potwierdzenie sądu ziemskiego sandomierskiego, że Jan i Grzegorz, bracia, sprzedają swoje dziedzictwo w Jeżowie za 40 grzywien groszy praskich Andrzejowi, przeorowi klasztoru kanoników regularnych w Trzemesznie, Opatów, 24 września 1416 r.
W 1819 roku, po zniesieniu klasztoru łysogórskiego, jego dobra przeszły na własność duchowieństwa świeckiego.
W 1827 roku było tam 12 domów, 99 mieszkańców, a pod koniec XIX wieku 23 domy, 184 mieszkańców, 362 morgi ziemi włościańskiej oraz 2 morgi ziemi dworskiej.